# (31879) 2000 FL12
2000 FL12 (asteroide 31879) é um asteroide da cintura principal. Possui uma excentricidade de 0.21736180 e uma inclinação de 14.50603º.
Este asteroide foi descoberto no dia 28 de março de 2000 por LINEAR em Socorro.